# Alone in the Dark II
Alone in the Dark II là một phim kinh dị Mỹ-Đức năm 2008 do Peter Scheerer và Michael Roesch đạo diễn và có sự tham gia của Rick Yune, Rachel Spectre và Lance Henriksen. Đây là phần tiếp theo của bộ phim Alone in the Dark năm 2005 của Uwe Boll, mặc dù có một dàn diễn viên hoàn toàn mới và một câu chuyện không liên quan với phim gốc.
Alone in the Dark II được quay ở thành phố New York và Los Angeles. Phim dựa trên loạt trò chơi điện tử Alone in the Dark của Infogrames.

## Nội dung
Cựu thợ săn phù thủy Abner Lundberg (Lance Henriksen) buộc phải trở lại chiến đấu với kẻ thù cũ, một phù thủy nguy hiểm trăm năm tuổi, một lần nữa. Lần này, Lundberg gia nhập lực lượng vơí Edward Carnby (Rick Yune), người cố gắng để tìm cách bắt phù thủy nguy hiểm Elisabeth Dexter (Alison Lange).

## Diễn viên
- Rick Yune vai Edward Carnby
- Rachel Specter vai Natalie
- Lance Henriksen vai Abner Lundberg
- Bill Moseley vai Dexter
- Ralf Möller vai Boyle
- Danny Trejo vai Perry
- Zack Ward vai Xavier
- Natassia Malthe vai Turner
- Jason Connery vai Parker
- Michael Paré vai Willson
- P. J. Soles vai Martha
- Brooklyn Sudano vai Sinclair
- Allison Lange vai phù thủy/Elizabeth Dexter
- Peter Looney vai Dexter Ward
- Lisette Bross vai phù thủy già
- Louise Griffiths vai phù thủy (lồng tiếng)

## Phát hành và tiếp nhận
Phim phát hành tại Đức ngày 25 tháng 9 năm 2008, tại Anh  ngày 27 tháng 7 năm 2009 và ở Hoa Kỳ ngày 26 tháng 1 năm 2010. Bản phát hành Blu-ray của Mỹ được Best Buy bán độc quyền.
Đánh giá phim từ IGN, RL Shaffer viết: Alone in the Dark của Uwe Boll không cần phần tiếp theo. Các nhà phê bình ghét bộ phim. Người hâm mộ ghét bộ phim... Tuy nhiên, rất may, Alone in the Dark II thực sự là một bộ phim hay hơn nhiều so với phần đầu tiên. Dù không có điểm nhấn về mặt hành động và bối cảnh là hạn chế hơn nhiều về mặt thiết kế sản xuất, nhưng giai điệu phù hợp hơn với ý tưởng của loạt trò chơi... Hãy xem Alone in the Dark II giống như một phần khởi động lại hơn là phần tiếp theo và nó sẽ ỔN."
Nhà phê bình trên YouTube là Jim Sterling đã đánh giá bộ phim cùng với Conrad Zimmerman trên podcast của họ, nhận xét rằng bộ phim quá khủng khiếp đến mức khó tin rằng có thể có bộ phim nào tệ hơn.